# Gliese 676
Gliese 676 (GJ 676) é uma estrela binária na constelação de Ara. A estrela primária tem uma magnitude aparente visual de 9,59, sendo invisível a olho nu. Com base em medições de paralaxe pelo Very Large Telescope, está localizada a uma distância de 55 anos-luz (16,9 parsecs) da Terra.
Este é um sistema binário formado por duas anãs vermelhas. A estrela primária possui um sistema planetário de quatro planetas conhecidos.

## Sistema estelar
A estrela primária, Gliese 676 A, é uma anã vermelha com um tipo espectral de M0V, estando entre as maiores e mais luminosas anãs de classe M. Tem uma massa estimada de 71% da massa solar e está brilhando com 8,2% da luminosidade solar. Sua fotosfera tem uma temperatura efetiva de 4 070 K. A estrela tem uma metalicidade superior à solar, com 182% da concentração solar de ferro, seguindo a tendência de que estrelas com planetas gigantes são mais ricas em metais. Gliese 676 A não apresenta sinais de ser uma estrela jovem, e uma idade de 5 bilhões de anos foi estimada para o sistema.
A estrela secundária, Gliese 676 B, é uma anã vermelha menor e menos brilhante que a primária, com um tipo espectral de M3V e uma massa estimada de 29% da massa solar. As duas estrelas estão separadas no céu por cerca de 50 segundos de arco, correspondendo a uma separação física mínima de 800 UA. Elas apresentam aproximadamente o mesmo movimento pelo espaço e estão à mesma distância da Terra, confirmando que formam um sistema binário. O movimento relativo entre as estrelas é conhecido com precisão, mas a órbita do sistema não pode ser determinada, principalmente porque não se sabe a separação real entre as estrelas. A estrela secundária provavelmente está distante o bastante para não ter interferido na formação e evolução do sistema planetário ao redor de Gliese 676 A.

## Sistema planetário
Gliese 676 A possui um sistema planetário de quatro planetas conhecidos. O primeiro planeta conhecido, com período de 1050 dias, teve sua descoberta publicada em 2011 e foi detectado pelo método da velocidade radial, a partir de medições da estrela com o espectrógrafo HARPS. Além das variações de velocidade radial causadas por esse planeta, os autores desse estudo detectaram uma tendência linear grande demais para ser causada por Gliese 676 B, indicando a presença de um outro corpo em órbita. Em 2012, um estudo usando uma nova técnica de análise dos dados do HARPS encontrou indícios de dois planetas próximos da estrela, com períodos de 3,6 e 35,4 dias, e detectou curvatura na órbita do corpo mais externo, permitindo estimar seus parâmetros. Em 2016, um novo estudo refinou os parâmetros orbitais dos planetas e usou astrometria para determinar a massa do planeta 'b'.
Os dois planetas mais internos, Gliese 676 Ad e Gliese 676 Ae, são super-Terras com massas mínimas de 4,4 e 8,1 vezes a massa terrestre respectivamente. Orbitam próximos da estrela, com semieixos maiores de 0,04 e 0,19 UA e períodos orbitais de 3,6 e 35,5 dias. O período do planeta 'e' é próximo do período de rotação da estrela (41,2 ± 3,8 dias), então a existência desse planeta não é completamente certa, já que a rotação estelar pode produzir um sinal na velocidade radial similar ao sinal de um planeta.
O terceiro planeta, Gliese 676 Ab, é um planeta gigante massivo com uma massa mínima de 4,71 vezes a massa de Júpiter (MJ). Observações astrométricas da estrela detectaram indícios do movimento orbital causado por este planeta, permitindo estimar uma inclinação orbital de 45+21
−11° e uma massa real de 6,7+1,8
−1,5 MJ para ele. Sua órbita tem um período de 1051 dias, semieixo maior de 1,81 UA e uma excentricidade moderada de 0,32.
O planeta mais externo, Gliese 676 Ac, ainda não é bem caracterizado devido ao seu longo período orbital, maior que o período de observação da estrela. Assumindo uma órbita circular, ele tem um período de 7340 dias e está a uma distância de 6,6 UA da estrela. Este também é um planeta gigante massivo e tem uma massa mínima de 6,8 MJ, com um limite máximo de 39 MJ imposto por observações infravermelhas da estrela por óptica adaptativa. Devido ao seu longo período orbital, o planeta não teve uma órbita astrométrica detectada, mas pode ter afetado a determinação do movimento próprio da estrela.
O sistema apresenta um dos maiores contrastes de massas e períodos entre seus planetas, e possui uma configuração similar à do Sistema Solar, com os planetas menos massivos estando mais próximos da estrela e os gigantes mais afastados. Os planetas Gliese 676 Ab e Gliese 676 Ac estão entre os mais massivos descobertos orbitando uma anã vermelha, e são alvos promissores para serem observados diretamente por telescópios futuros considerando suas altas massas e separações e a proximidade do sistema.
| Planeta | Massa           | Semieixo maior (UA) | Período orbital (dias) | Excentricidade     |
| ------- | --------------- | ------------------- | ---------------------- | ------------------ |
| b       | 6,7+1,8 −1,5 MJ | 1,812+0,002 −0,001  | 1051,1 ± 0,4           | 0,323 ± 0,002      |
| c       | >6,8 ± 0,1 MJ   | 6,6 ± 0,1           | 7337+95 −92            | 0                  |
| d       | >4,4 ± 0,3 M⊕   | 0,0413 ± 0,0014     | 3,6005 ± 0,0002        | 0,262+0,090 −0,101 |
| e       | >8,1 ± 0,7 M⊕   | 0,187 ± 0,007       | 35,39+0,03 −0,04       | 0,125+0,119 −0,087 |